# Willie Naulls
William Dean Naulls, detto Willie (Dallas, 7 ottobre 1934 – Laguna Niguel, 22 novembre 2018), è stato un cestista statunitense, professionista nella NBA.

## Carriera
Venne selezionato dai St. Louis Hawks al secondo giro del Draft NBA 1956 (10ª scelta assoluta).

## Palmarès
- NCAA AP All-America Third Team (1956)
- Campionato NBA: 3

Boston Celtics: 1964, 1965, 1966
- 4 volte NBA All-Star (1958, 1960, 1961, 1962)